# Reynaldo
Pour l’article ayant un titre homophone, voir Reinaldo.
Reynaldo, de son vrai nom Reynaldo Dos Santos Silva, né le 24 août 1989 à Arapiraca (Brésil), est un footballeur brésilien. Il joue au poste de milieu offensif.

## Carrière
Reynaldo arrive au RSC Anderlecht en 2009 et débute chez les espoirs. 
Il monte en équipe première mais est très peu employé par le coach, Ariel Jacobs. Il accepte alors un prêt au club moins huppé du Cercle Bruges KSV. En une saison, il joue 48 matchs avec le Cercle, marque 11 buts et s'impose comme le meneur de jeu de l'équipe. 
À son retour de prêt en 2011, il n'est que peu utilisé au RSC Anderlecht,. Le 31 janvier 2013, il est ensuite vendu au club azéri du FK Qarabağ Ağdam.

### En club
- jan. 2009-jan. 2013 :  RSC Anderlecht
  - déc. 2009-2011 :  Cercle Bruges KSV (prêt)
  - déc. 2011-2012 :  KVC Westerlo (prêt)
- fév. 2013-jan. 2017 :  FK Qarabağ Ağdam
- jan. 2017-sep. 2017 :  Adanaspor
- jan. 2018-fév. 2018 :  FC Spartak Trnava
- depuis fév. 2018 :  FK Aktobe

## Statistiques
Mise à jour au 9 août 2011
| 2009 - 2010 | RSC Anderlecht | 3 match / 0 but     | - |
| 2011 - 2012 | Cercle Bruges  | 48 matchs / 11 buts | - |

## Palmarès
- Championnat d'Azerbaïdjan : 2014, 2015, 2016 et 2017
- Coupe d'Azerbaïdjan : 2015 et 2016